# 이동채 (야구 선수)
이동채(1971년 6월 1일 ~ )는 롯데 자이언츠의 전 야구 선수다. 현대공업고등학교를 졸업했다.

## 같이 보기
- 1994년 롯데 자이언츠 시즌